# Écozone néotropicale : plantes à graines par nom scientifique (J)
à compléter par ordre alphabétique

## Ja

### Jas
- Jasminocereus - fam. Cactacées (Cactus)
  - Jasminocereus thouarsii

## Ju

### Jul
- Julianieae, Julianiaceae